# 23834 Мукхопадхьяй
23834 Мукхопадхьяй (23834 Mukhopadhyay) — астероїд головного поясу, відкритий 28 серпня 1998 року.
Тіссеранів параметр щодо Юпітера — 3,517.